# Child in Time
Child in Time – ballada rockowa zespołu Deep Purple. Po raz pierwszy ukazała się na albumie Concerto for Group and Orchestra z 1969 roku. Pojawiła się ponownie na płycie Deep Purple in Rock wydanej w 1970 roku. Jest jedną z najbardziej znanych kompozycji grupy.
Utwór powstał w roku 1969, przy wkładzie każdego z członków zespołu. Tekst składa się jedynie z ośmiu linijek, mimo to cały utwór trwa ponad dziesięć minut (10:18).
Źródłem dla głównego riffu był utwór „Bombay Calling”, kalifornijskiej grupy It's a Beautiful Day. Muzycy Deep Purple zagrali piosenkę wolniej i z użyciem rockowego instrumentarium.